# Aida Villadeamigo
Aída  Villadeamigo (Buenos Aires, Argentina, 8 de abril de 1912), cuyo nombre completo es Aída Scarpini de  Villadeamigo, es una actriz y artista de variedades argentina habitual en el cine y el teatro de revistas de la década de 1940.

## Carrera profesional
Proveniente de una familia de Aristócratas y descendientes de italianos, su padre, Don  Jose  Scarpini,  fue  adiestrador de  caniches en el circo Fassio y a su  vez clown  y contorsionista. Aída trabajó como alambrista del mismo, caminando con su paraguas en la cuerda floja a la edad de 15 años.
Durante el transcurso de su época de oro dentro del  cine (1942-1958) incursionó en varios géneros, empezando en el año 1942 por el romántico en el filme Bajó un ángel del cielo. Después siguieron el policial negro Camino al infierno (1945) y Ensayo final (1955); el biográfico con Almafuerte(1949), basada en la vida del poeta Pedro Bonifacio Palacios conocido con dicho seudónimo; los musicales Un tropezón cualquiera da en la vida (1949) y los protagonizados por Tita Merello en 1950 que fueron Filomena Marturano, Arrabalera y Guacho (1954); el género grotesco que fue popularizado en la radio por los capocómicos utilizando el estilo caricaturesco que luego lo llevaron al cine donde fue partenaire de Nini Marshall en La Navidad de los pobres (1947); Pepe Iglesias en la trilogía de "El Zorro" -El zorro pierde el pelo (1950), Como yo no hay dos y Los sobrinos del zorro, ambas de 1952-;, Juan Carlos Altavista en Pocholo, Pichuca y yo y Enrique Santos Discépolo en El hincha, dos clásicos de 1951, año que ingresó en el género bizarro con las películas El extraño caso del hombre y la bestia, El vampiro negro (1953) y Los lobos del palmar (1955). Pero el género donde realmente destacó fue el picaresco desde el período (1954-1968), cuando empezaba a surgir  a través de los grandes capocómicos del teatro de revistas, principalmente la dupla Alfredo Barbieri y Amelita Vargas en Romeo y Julita (1954), los Cinco Grandes del Buen Humor en Los peores del barrio (1955), Luis Sandrini en dos ocasiones -Chafalonías (1960) y Placeres conyugales (1963)-, Jorge Porcel en El gordo Villanueva (1964) y, la última, Operación San Antonio (1968). Participó en más de 168 películas nacionales.

## Vida privada
Se casó con el empresario artístico Raúl Villadeamigo", entonces presidente  de Argentores. Su marido estaba relacionado en la política teniendo como amigos a muchos políticos importante de ese momento como el coronel Domingo Mercante, Juan Domingo Perón y su entonces esposa Eva Duarte. Juntos tuvieron a su único hijo varón Daniel Villadeamigo, un profesor de Solfeo y pianista.  El suegro de Aída fue un reconocido boticario en la Campaña al Desierto de Julio Argentino Roca. Fue pariente de Mony Sarti, una excelente escultora de Río Negro. Su nieto se llama Raúl Alejandro Villadeamigo.

## Filmografía
- Operación San Antonio   (1968)
- El gordo Villanueva   (1964)
- Placeres conyugales   (1963)
- Bajo un mismo rostro   (1962)
- Buscando a Mónica   (1962)
- Hombre de la esquina rosada    (1962) .. Florista
- Mi Buenos Aires querido (1961)
- Los acusados   (1960)
- Yo quiero vivir contigo   (1960) …Pasajera en tren
- Prisioneros de una noche   (1960)
- Chafalonías   (1960)
- Un centavo de mujer   (1958)
- El hombre que hizo el milagro  (1958)
- La pícara soñadora   (1956)
- Pecadora   (1956) …Vecina 2
- El protegido   (1956)
- Los peores del barrio   (1955)
- Los lobos del palmar   (inédita) (1955)
- El amor nunca muere   (1955)
- Ensayo final   (1955)
- Ayer fue primavera   (1955)
- Romeo y Julita   (1954)
- Guacho   (1954)
- Mi viudo y yo   (1954)
- Los problemas de Papá   (1954)
- Soy del tiempo de Gardel   (inédita) (1954)
- Asunto terminado   (1953)
- El vampiro negro   (1953) …Portera
- Un ángel sin pudor   (1953)
- Como yo no hay dos   (1952)
- Los sobrinos del zorro   (1952)
- El extraño caso del hombre y la bestia   (1951) …Mujer en la calle
- La comedia inmortal   (1951)
- La vida color de rosa   (1951)
- La indeseable   (1951) …Mujer junto a tumba
- Pocholo, Pichuca y yo   (1951)
- El hincha   (1951)
- Los millones de Semillita   (inédita) (1950)
- Filomena Marturano   (1950)
- Arrabalera   (1950)
- La muerte está mintiendo   (1950) …Portera
- El seductor   (1950) …Mujer en club
- El zorro pierde el pelo   (1950) …Secretaria del Sr. Medina
- Un tropezón cualquiera da en la vida   (1949)Vecina que duerme
- Almafuerte   (1949)
- Dios se lo pague   (1948)
- Navidad de los pobres   (1947) …La jefa
- Camino del infierno   (1946) …Mujer en velatorio
- Cinco besos   (1945)
- Son cartas de amor   (1943)
- Un nuevo amanecer   (1942)
- Bajó un ángel del cielo   (1942